# Primo Volpi
Primo Volpi (Castiglione d'Orcia, 26 april 1916 – Empoli, 28 november 2006) was een Italiaanse beroepswielrenner, actief van 1940 tot 1956.

## Voornaamste overwinningen
1940
9e etappe Ronde van Italië
1943
Turijn-Biella
Grote Prijs van Rome
1945
Etappe in Ronde van Vier Provinciën (Rieti-Rome)
1946
Coppa Arno
Coppa Bonafede
Coppa Minatori
1948
Firenze
1949
Etappe Ronde van Latium
Etappe Ronde van Sicilië
1950
Etappe Ronde van België
Herstal-Remouchamps
Coppa Marzocchi
Etappe Ronde van Noord-Afrika
Coppa Pero
1951
Etappe Ronde van Catalonië
Eindklassement Ronde van Catalonië
Eindklassement Ronde van Sicilië
1952
Coppa Sabatini
Coppa Bernocchi
1953
Coppa Sabatini
5e etappe Ronde van Sicilië
6e etappe GP Mediterraneo
1954
6e etappe Ronde van Zwitserland:
Etappes (2) Ronde van Europa
Eindklassement Ronde van Europa
1956
Etappe Ronde van Asturië

## Resultaten in voornaamste wedstrijden
| Jaar | Ronde van Italië | Ronde van Frankrijk | Ronde van Spanje |
| ---- | ---------------- | ------------------- | ---------------- |
| 1940 | 21e (1)          |                     |                  |
| 1941 |                  |                     |                  |
| 1942 |                  |                     |                  |
| 1943 |                  |                     |                  |
| 1945 |                  |                     |                  |
| 1946 | 10e              |                     |                  |
| 1947 | opgave           | 23e                 |                  |
| 1948 | 5e               | 27e                 |                  |
| 1949 | 17e              |                     |                  |
| 1950 | 38e              |                     |                  |
| 1951 |                  |                     |                  |
| 1952 | 36e              |                     |                  |
| 1953 | 25e              |                     |                  |
| 1954 | 21e              |                     |                  |
| 1955 | 36e              |                     |                  |

| Jaar | Milaan-San Remo | Ronde van Lombardije |
| ---- | --------------- | -------------------- |
| 1940 | 68e             |                      |
| 1941 | 16e             |                      |
| 1942 |                 | 7e                   |
| 1943 | 28e             |                      |
| 1945 |                 | 31e                  |
| 1946 | 24e             |                      |
| 1947 |                 |                      |
| 1948 |                 | 19e                  |
| 1949 | 70e             | 42e                  |
| 1950 |                 | 73e                  |
| 1951 |                 | 8e                   |
| 1952 | 25e             | 26e                  |
| 1953 | 62e             | 21e                  |
| 1954 | 81e             | 9e                   |
| 1955 | 55e             | 90e                  |